# Johann Christian Herchenhahn
Johann Christian Herchenhahn (* 31. Mai 1754 in Coburg; † 23. April 1795 in Wien) war ein deutscher Jurist, Diplomat und Historiker.

## Leben
Der Sohn des Coburger Ratsherrn Anton Herchenhahn studierte an der Universität Erfurt, wo sein Schwager Johann Georg Meusel Professor für Geschichte war, und danach von 1777 bis 1779 in Jena. Dann ging er nach Wien und wurde Hauslehrer bei dem Reichshofrat Carl Adolph von Braun. 1784 übernahm er kurzzeitig die Redaktion der Wiener Realzeitung.

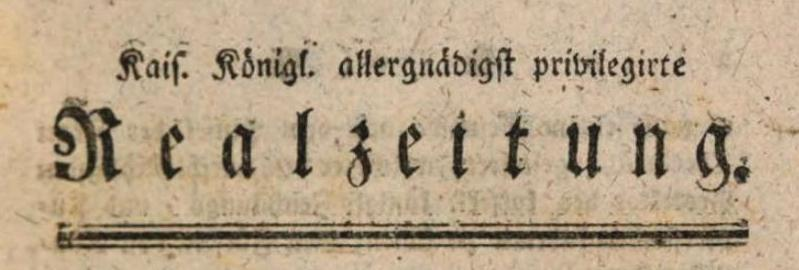
Wiener Realzeitung (1772)

Seine diplomatische Karriere begann Herchenhahn 1789 als Legationsrat für Sachsen-Meiningen und Schwarzburg-Rudolstadt. Herchenhahn wurde zum Reichshofratsagenten ernannt.
Seit 1954 ist im Wiener Stadtteil Leopoldau die Herchenhahngasse nach ihm benannt.

## Schriften
- Geschichte der Oestreicher unter den Babenbergern. Aus Quellen und quellmässigen Schriftstellern. Leipzig 1784 (Digitalisat)
- Geschichte der Regierung Kaiser Josephs, des Ersten. Leipzig
  - Band 1, 1786
  - Band 2, 1789 (Digitalisat)
- Die Belagerung von Belgrad unter der Anführung des Prinzen Eugen. Eine Galerie historischer Gemälde. Leipzig 1788 (Digitalisat)
- Geschichte Albrechts von Wallenstein, des Friedländers. Altenburg
  - Band 1, 1790 (Digitalisat)
  - Band 2, 1790 (Digitalisat)
  - Band 3, 1791 (Digitalisat)
- Fehde des päbstlichen Stuhls mit der Kaiserkrone über die Investitur. Altenburg 1791 (Digitalisat)
- Geschichte der Entstehung, Bildung und gegenwärtigen Verfassung des kaiserlichen Reichshofrathes, nebst der Behandlungsart der bei demselben vorkommenden Geschäfte. Mannheim
  - Band 1, 1792 (Digitalisat) Alternative Präsentation
  - Band 2, 1792 (Digitalisat)
  - Band 3, 1793 (Digitalisat)
- Darstellung der reichshofräthlichen ordentlichen Verfahrungsart. Mannheim 1793 (Digitalisat)